# Eratosthenés z Kyrény
Eratosthenés z Kyrény (řecky Ἐρατοσθένης, mezi 276–272 v Kyréně – 194 př. n. l. v Alexandrii) byl matematik, astronom a zřejmě největší geograf antického Řecka. Působil též jako správce alexandrijské knihovny. Věnoval se také literární činnosti jako básník. Bylo po něm pojmenováno tzv. Eratosthenovo síto a kráter Eratosthenes na Měsíci.
Eratosthenés vytvořil základy geografie jakožto samostatné vědy. Jako první začal užívat označení geografie, zeměpisná šířka a zeměpisná délka. Eratosthenés spolu s Dikaiarchem a Hipparchem vytvořili základy oboru, kterému se v novověku říkalo „matematická geografie“ (stanovení parametrů Země, geografických souřadnic, teorie kartografických zobrazení).

## Dílo
Eratosthenovým rozsáhlým dílem jsou Geografika hypomnémata (Zeměpisné záznamy). Úvodní svazek tohoto díla obsahoval přehled dějin geografie od dob Homérových. Ve snaze oprostit vědu od mytologických příběhů a uplatnit v geografii čísla a míry vyslovil se Eratosthenés o nejstarším řeckém básníkovi velmi kriticky. Za první zeměpisce označil Anaximandra a Hekataia. Vyložil svou teorii kulatého tvaru Země i proměn jejího povrchu vlivem činnosti řek, pronikání a ústupů moře, zemětřesení i vulkanických erupcí; zabýval se příčinami mořských proudů, přílivu a odlivu.
Ve druhé a třetí knize se pokusil vytvořit pokud možno přesnou mapu obývaného světa na základě stanovení vzdáleností mezi významnými body.
Geografika hypomnemata zahrnovala prvky matematické geografie, obecné fyzické i regionální geografie, spojené v jediný obor. (Alexandr von Humboldt v ní spatřoval první pokus o ucelený fyzickogeografický popis světa).

## Měření velikosti Země

Princip Eratosthénova stanovení obvodu Země: červeně rovnoběžné paprsky, zeleně úhel svírající s nimi alexandrijská kolmice, fialově studna

Řekové již věděli, že Země je kulatá, a již i měřili její velikost a došli k nepřesnému, ale řádově správnému obvodu asi 60 000 km, jak zmiňuje Aristotelés v díle O nebi.
Eratosthenés se doslechl o studni v Syéné (Asuán) na jihu Egypta, na jejíž dno v létě svítí slunce. Místo totiž leží blízko obratníku Raka a během letního slunovratu tam tudíž polední slunce svítí kolmo nad hlavou, v zenitu a předměty téměř nevrhají stín. V Alexandrii, která leží přibližně na stejném poledníku, ve stejnou dobu předměty vrhají krátký stín. Eratosthenés matematicky odvodil, že úhel tohoto vrženého stínu v poledne o slunovratu odpovídá úhlové vzdálenosti obou míst. Paprsky slunce v obou místech leží na rovnoběžkách, ale zatímco v Syéné je tato rovnoběžka kolmá a  protíná střed Země, kolmá přímka v Alexandrii protíná obě sluneční rovnoběžky: úhel svírající s paprsky v Alexandrii je stejný jako úhel svírající s asuánskou rovnoběžkou ve středu země – jsou to souhlasné úhly.
Eratosthenés změřil úhel slunečních paprsků (pomocí skafé/σκάφη a tížnice) v pravé poledne v Alexandrii na 1/50 kruhu, tedy 7,2°, tedy tato vzdálenost má být padesátinou obvodu Země. Zároveň znal dosti přesně vzdálenost mezi oběma místy přibližně 5000 egyptských stadií. Podle pozdní zprávy Martiana Capelly k jejímu změření využil egyptské vyměřovače pozemků, asi bematistu, profesionálního krokovače. Mohl mít také vzdálenost už změřenou z dob Alexandra Velikého, který bematisty užíval pro měření dobytých území a dosahovali velmi přesných měření, snad z využitím nějakého přístroje, který znal pozdější Hérón Alexandrijský. Možné je také využití pravidelného kroku velblouda.
Eratosthenés vyčíslil obvod Země kolem poledníku vynásobením vzdáleností míst 50 (neboli × 360°/7,2°) na 252 000 stadií, tj. asi 39 060 až 40 360 km, tedy v rozsahu -2,5 % až +0,8 % skutečného poledníkového obvodu zeměkoule 40 007,86 km. Na přesné velikosti jím užívané jednotky nepanuje mezi badateli shoda. Rozměr obývaného světa ve směru větší osy – od západu k východu – odhadl na 78 000 stádií (tj. více než třetinu délky rovnoběžky probíhající ostrovem Rhodos), šířku – od severu k jihu – na 38 000 stádií (tj. asi 54°); její hranice posunul až k polárnímu kruhu a k 12° severní šířky. Polární zóny a tropy pokládal v souladu se soudobými názory za neobyvatelné; připouštěl však, že se podél rovníku táhne úzký obydlený pás. 
Do svého geografického díla zahrnul Eratosthenés jen výsledky šetření. Metodu publikoval pod titulem Περὶ τῆς ἀναμετρήσεως τῆς γῆς, Peri tés anametréseós tés gés („O měření Země“), dochovala se ve zjednodušeném popisu u Kleoméda.
Tvrdil, že „kdyby nebylo překážky v podobě rozsáhlého oceánu, dalo by se doplout z Ibérie až do Indie po rovnoběžce“. Zakreslil 11 poledníků a 10 rovnoběžek různě od sebe vzdálených, procházejících známými body; jejich síť vytvořila válcové zobrazení (délkojevné v poledníkovém směru).

## Pokus o regionalizaci světa

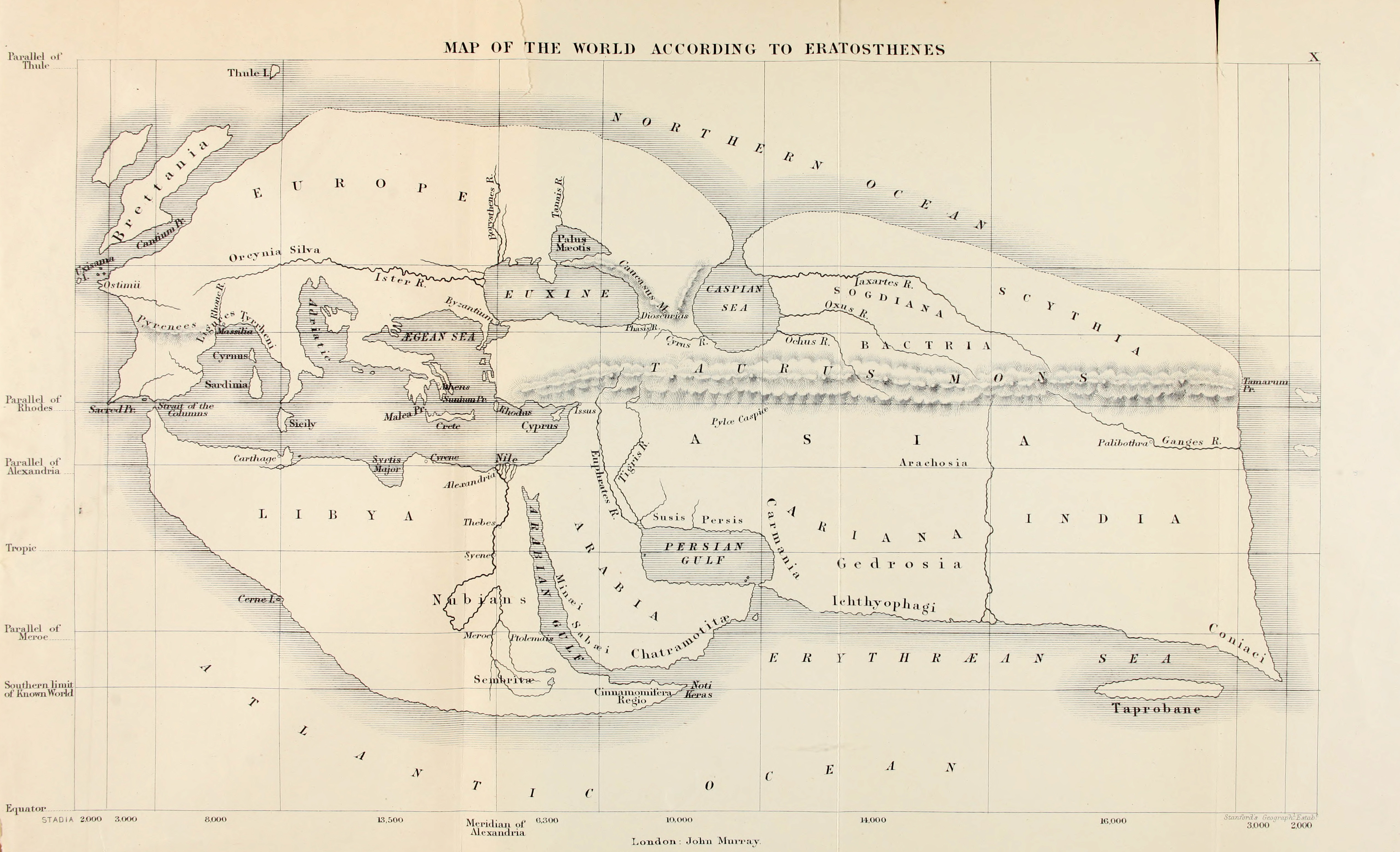
Eratosthénova mapa světa (reprodukce z 19. století)

Byl to první pokus svého druhu, nepočítáme-li tradiční členění ve starověku známého světa na Evropu, Asii a Libyi (Afriku) či zmínky o asijských regionech (Malé Asii, Arabském poloostrově aj.) u Hérodota.
Eratosthenés odmítá rozdělení obydlené Země na tři světadíly. Doporučuje členit ekumenu podle rovnoběžky, která probíhá přes Héraklovy sloupy (Gibraltar) a pohoří Taurus, a poté obě poloviny na „sfragidy“, které Eratosthenés srovnával s geometrickými obrazci: Indii s kosočtvercem, Arianu (v dnešním východním Íránu) s rovnoběžníkem, třetí sfragidu (k západu od Ariany po Eufrat) s lichoběžníkem, čtvrtá sfragida zahrnovala pravděpodobně Arábii, Egypt a Etiopii.
Charakteristika sfragid začínala údaji o hranicích a rozměrech území. Autor přiřazoval hranice k mořím, řekám a pohořím. Významné místo zaujímaly nomenklaturní topografické informace a údaje o vzdálenostech. Zmínky o přírodě se omezovaly na její typičtější rysy: například popis Indie obsahoval upozornění na množství řek; prý následkem jejich vypařování a také vlivem pasátů tam přinášejí vláhu letní deště a v nížinách vznikají bažiny. V Indii sejí dvakrát do roka; chovají se skoro stejná zvířata jako v Egyptě a Etiopii. Následovala stručná informace o vzezření obyvatel. Také v textu o Arábii figuroval za popisem hranic a přehledem vzdáleností výčet tamních kmenů. Uvádělo se, že země je tam písčitá a neplodná, porosty řídké; voda se čerpá ze studní. Nejjižnější část (naproti Etiopii) se odlišuje letními srážkami. Řeky mizí na rovinách a v jezerech. Půda je úrodná a osévá se dvakrát do roka. Následuje zmínka o obyvatelstvu, jeho zaměstnání, o formě vlády. V popisu Babylonie je mimo jiné věnována pozornost asfaltu a ropě.